# Sárkeresztes
Sárkeresztes község Fejér vármegyében, a Székesfehérvári járásban, Székesfehérvár északi szomszédságában, a Móri-árok délkeleti végénél.

## Fekvése
Székesfehérvár központjától mintegy 8 kilométerre északra fekszik, átlagos tengerszint feletti magassága 120 méter.
Területén áthalad a 81-es főút, a belterület nyugati szélén; magába a faluba a 81 115-ös út vezet be, amely a 8,300-as kilométerszelvénynél ágazik ki a 81-es főútból, Kossuth utca néven húzódik végig a központ nyugati részén és úgyszintén a 81-esbe torkollik vissza, annak 9,900-as kilométerszelvényénél, bő másfél kilométer megtétele után.
Közigazgatási területe északi szélén ágazik ki a 81-esből észak felé a Magyaralmásra vezető 81 116-os út is, pontban a 11. kilométernél, valamint a nyugati határában a 8203-as út, a főút 9+400-as kilométerénél, kelet-délkelet felé.
A községet nem érinti ugyan, de a Móri-árok hosszában halad végig a Székesfehérvár–Komárom-vasútvonal, amelynek Sárkereszteshez legközelebbi megállási pontja Mohán található, Sárkeresztestől körülbelül 2 kilométerre (a vasútvonalon a személyszállítás 2009. december 13-tól, a 2009/2010. évi menetrendváltástól kezdve szünetelt, 2010. július 4-től azonban újraindult). A két falut a Gaja-patak választja el egymástól.

## Nevének eredete
Nevét a fehérvári johannitákról kapta, akiknek itt ajándékozott földet az 1187 előtti években Eufrozina királyné. A török időkben a település neve Keresztes-majorja volt. Innen ered a település nevének Keresztes utótagja. A Sár előtag viszont abból ered, hogy a községet magában foglaló járás (ma Székesfehérvári járás) régen a Sármelléki járás nevet viselte.

## Története
A település és környéke ősidők óta lakott helynek számít, amit a területén és környékén talált, különböző korokból származó leletanyag is bizonyít, köztük a Pék-malom dombon talált újkőkori eredetű leletanyag, vagy a Határi-malomnál talált kelta kerámiák.
A települést az oklevelek 1193 körül említik először, neve ekkor Borz formában bukkan elő; 1374-ben Barch alakban írták. Valamikor 1193 előtt adta a falut Eufrozina királyné a fehérvári kereszteseknek, s az adományt III. Béla király 1193-ban megerősítette, s határát is leíratta. Eszerint a határ a zámolyi vízválasztótól egészen a Móri-patak völgyéig terjedt, ahol a település malmai is voltak, s a Mohával közös határon említik Áldó-kutat, Árpád völgyet, mely az Almással közös határon terült el. 1340-ben a keresztesek Fehérvár melletti Barchba és a Szent Borbála-templom körüli földekbe való beiktatásakor a fehérvári prépostság mindkettőnek ellentmondott (Magyar-) Almás felől. 1439-től Barcot más néven Szentborbálának nevezték, de a fehérvári névhasználat ma is megkülönbözteti a keresztesektől nevezett Sár-„Keresztes”-t Borbála pusztától.
1449-ben, majd 1499-ben is a fehérvári káptalan foglalta el erőszakkal Barc (Barch), vagy Szentborbála (Zenthbarbara) birtokot, ekkor a korabeli határjárásban találkozhatunk a kettős névhasználattal. 1439-ben Csókakőt és a hozzá tartozó várbirtokokat (köztük Barch és Keresztes-majorját is) Rozgonyi István kapja meg. 1522-ben a település házasság révén a Kanizsai családé lett. 1534-ben a Kanizsai családba beházasodott Nádasdy Tamás birtoka. 1543-ban, a keresztesek a török elől Pozsonyba menekülnek, s így Barch és Keresztes majorja egészen a 19. századig a Csókakői vár, és mindenkori urának birtoka lett. 1562-1671-ig a Nádasdyak birtoka. 1671-től a település a kincstárra szállt, mivel addigi birtokosát, Nádasdy Ferenc (főúr)-at a Wesselényi-összeesküvésben való részvétele miatt kivégezték. 1678-ban Széchenyi György kalocsai érsek kap rá zálogjogot. 1685-ben a törökök által elpusztított falvak közt van számontartva. 1692-ben Báró Hochburg János kapja meg a falu birtokjogát I. Lipót császártól, mely később házasság útján Berényi Györgyé, és Luzsénszky Györgyé lett.
1821-ben Sárkeresztes (Barc) gróf Károlyi Györgyé és a Károlyi családé lett.

## Közélete

### Polgármesterei
- 1990–1994: Tropa István (Független Falukör)[6]
- 1994–1998: Tropa István (független)[7]
- 1998–1999: Tropa István (független)[8]
- 1999–2002: Krähling János (független)[9][10][11]
- 2002–2006: Krähling János (független)[12]
- 2006–2010: Krähling János (független)[13]
- 2010–2014: Krähling János (független)[14]
- 2014–2019: Krähling János (független)[15]
- 2019–2024: Krähling János (független)[16]
- 2024– : Varga-Pekalics Patrícia (független)[1]

A településen 1999. december 12-én időközi polgármester-választást tartottak, az előző polgármester néhány hónappal korábbi lemondása miatt.

## Népesség
A település népességének változása:
| Lakosok száma | 1527 | 1510 | 1525 | 1484 | 1528 | 1524 | 1489 |
|               | 2013 | 2014 | 2015 | 2021 | 2022 | 2023 | 2024 |

A 2011-es népszámlálás során a lakosok 82%-a magyarnak, 0,7% németnek, 0,2% szerbnek mondta magát (17,9% nem nyilatkozott; a kettős identitások miatt a végösszeg nagyobb lehet 100%-nál). A vallási megoszlás a következő volt: római katolikus 29,7%, református 19,9%, evangélikus 0,9%, görögkatolikus 0,3%, felekezeten kívüli 13,3% (35,5% nem nyilatkozott).
2022-ben a lakosság 91,8%-a vallotta magát magyarnak, 0,7% németnek, 0,1% románnak, 0,1% lengyelnek, 4,1% egyéb, nem hazai nemzetiségűnek (8% nem nyilatkozott; a kettős identitások miatt a végösszeg nagyobb lehet 100%-nál). Vallásuk szerint 22,4% volt római katolikus, 18,1% református, 0,7% evangélikus, 0,1% görög katolikus, 0,8% egyéb keresztény, 1,3% egyéb katolikus, 14,5% felekezeten kívüli (42% nem válaszolt).

## Nevezetességek
- Református templom – 1715-ben épült. Tornyát 1790-ben építették hozzá, azonban az 1810. évi földrengés lerombolta, de hamarosan újjáépítették.

- Paplak – 1862-ben épült.
- Csomasz Tóth Kálmán (1902-1988) emlékműve a ref. templomkertben. Csomasz Tóth zenetörténész, himnológus, több ref. énekeskönyv szerzője, korábban egyebek mellett detroiti segédlelkész, itt volt lelkész 1932-1938 között.

- Bársony István emlékparkja és szülőháza, ami a Ficánkoló Óvoda mellett található.

## Híres szülöttei
- Itt született a vadászregényeiről ismert Bársony István (1855 – 1928). (A község területén emlékparkja található)